# Nutv
NUTV var SBS Discoverys on demand-tjeneste. På nutv.dk fandtes de fleste af programmerne fra SBS Discoverys andre kanaler.
NUTV blev i 2014 lukket og erstattede med den mere internationale streamningtjenste Dplay. Dplay lukkede dog i 2021 og går i dag under navnet Discovery+

## Big Brother på NUTV
NUTV sendte kontinuerlig streaming af Big Brother-sæsonerne fra 2012 til 2014.